# 1r NHK Kōhaku Uta Gassen
El 1r NHK Kōhaku Uta Gassen (第1回NHK紅白歌合戦, en català: 1a Batalla de Cançons de Roigs i Blancs) fou celebrat el 3 de gener de 1951 a Tòquio i emés en directe per la Ràdio 1 de la Corporació Emissora del Japó (NHK). L'emissió va durar una hora, des de les 20:00 fins a les 21:00 hores. En aquesta primera edició, l'equip guanyador fou el blanc o Shiro-gumi, compost pels artistes masculins.

## Presentadors
- Masaharu Tanabe — Moderador del concurs i presentador de l'NHK

- Michiko Katō — Actriu i padrina de l'equip roig.
- Shūichi Fujikura — Presentador i padrí de l'equip blanc.

## Cançons participants
|  | Ordre | Artista          | #   | Cançó                         |
|  | ----- | ---------------- | --- | ----------------------------- |
|  | 1     | Tsuzuko Sugawara | 1ra | "Akogare no Sumu Machi"       |
|  | 2     | Rokurō Tsuruta   | 1ra | "Minato no Koi Uta"           |
|  | 3     | Teruko Akatsuki  | 1ra | "Rio no Popo Uri"             |
|  | 4     | Isao Hayashi     | 1ra | "Ginza Yakyoku"               |
|  | 5     | Akiko Kikuchi    | 1ra | "Hahakōbai no Uta"            |
|  | 6     | Toshirō Ōmi      | 1ra | "Yu no Machi Elegy"           |
|  | 7     | Koume Akasaka    | 1ra | "Miike Tankō Bushi"           |
|  | 8     | Masao Suzuki     | 1ra | "Jōban Tankō Bushi"           |
|  | 9     | Utako Matsushima | 1ra | "Shanghai no Hana-uri Musume" |
|  | 10    | Shigeo Kusunoki  | 1ra | "Kurenai Moyuru Chiheisen"    |
|  | 11    | Akiko Futaba     | 1ra | "Hoshi no Tameiki"            |
|  | 12    | Tarō Shōji       | 1ra | "Akagi Karigane"              |
|  | 13    | Hamako Watanabe  | 1ra | "San Francisco no Chinatown"  |
|  | 14    | Ichirō Fujiyama  | 1ra | "Nagasaki no Kane"            |